# Comisión Nacional de Energía (España)
La Comisión Nacional de Energía de España, también llamada Comisión del Sistema Eléctrico Nacional o Comisión Nacional del Sistema Eléctrico, fue el ente regulador de los sistemas energéticos entre 1995 y 2013, año en el que se integró en la Comisión Nacional de los Mercados y la Competencia (CNMC).
Sus objetivos eran velar por la competencia efectiva en los sistemas energéticos y por la objetividad y transparencia de su funcionamiento, en beneficio de todos los sujetos que operan en dichos sistemas y de los consumidores. A estos efectos se entendía por sistemas energéticos el Mercado eléctrico, así como los Mercados de hidrocarburos tanto líquidos como gaseosos (gas natural, petróleo...).
En febrero de 2024, el Consejo de Ministros inició los trámites para restablecer el organismo.

## Funciones
La Comisión Nacional de Energía o CNE se creó con los siguientes fines.
- Proveer al mercado eléctrico de una regulación eficiente
- Unificar el mercado eléctrico
- Supervisar a los componentes del Sector Energético en cuanto al cumplimiento de la normativa
- Aconsejar al sector público en la publicación de nuevas normativas[7]

## Organización
La Comisión Nacional de Energía estaba regida por un Consejo de Administración. Originalmente estaba compuesto por el presidente, un Vicepresidente, siete Consejeros, y un Secretario con voz pero sin voto. El Presidente, el vicepresidente y los Consejeros eran nombrados por el Gobierno de España, mediante Real Decreto y a propuesta del Ministro de Industria, por un mandato de 6 años, en el que no pueden ser destituidos, no pudiendo ser nombrados por más de 2 mandatos (max 12 años). Tras adaptarse a la Ley de Economía Sostenible, el número de miembros se redujo a 7, sin posibilidad de renovación.

### Presidentes
1. Miguel Ángel Fernández Ordóñez (1995-1999)[9]
2. Pedro Meroño (1999-2005)[10]
3. María Teresa Costa (2005-2011)[11]
4. Alberto Lafuente Félez (2011-2013)[12]